# پاسگاه نظامی

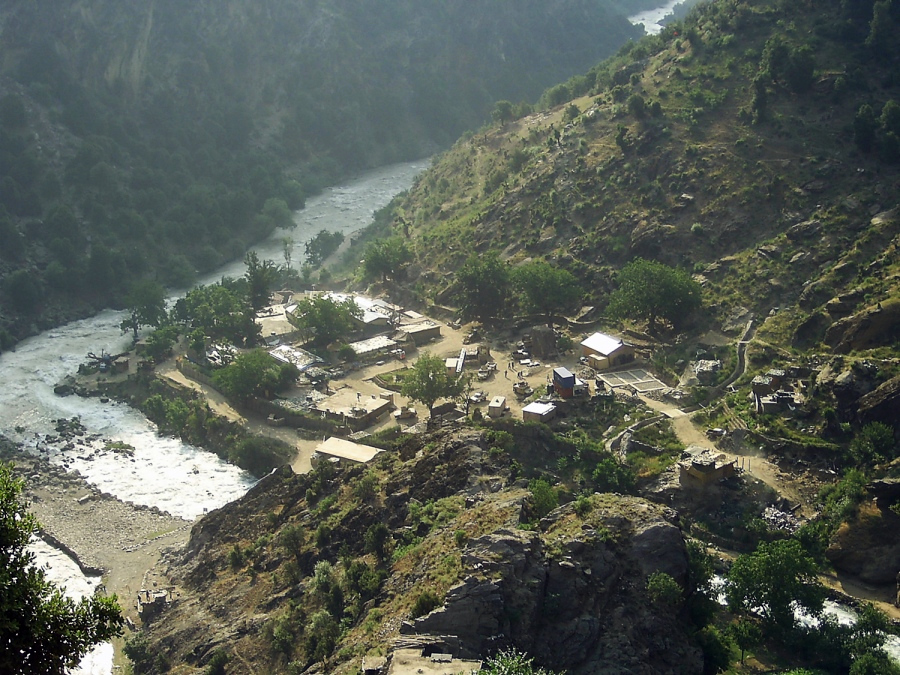
پاسگاه نظامی رزمی کیتینگ در ولایت نورستان، افغانستان

پاسگاه نظامی (انگلیسی: Outpost) یا پایگاه نظامی در اصطلاحات نظامی، مکانی است که دسته‌هایی از پرسنل نظامی در فاصله‌ای دور از نیروی مسلح اصلی یا آرایش نظامی در یک منطقه مستقر می‌شوند. پاسگاه‌های نظامی اغلب در مناطق دورافتاده یا کم‌جمعیت واقع شده‌اند و برای مشاهده و دفاع در برابر نفوذهای غیرمجاز و حملات غافلگیرانه، به عنوان اولین خط دفاعی عمل می‌کنند. ایستگاهی که توسط چنین نیروهایی اشغال می‌شود، معمولاً یک پایگاه نظامی کوچک یا سکونتگاه انسانی در یک منطقه مرزی، محدوده، مرز سیاسی یا در کشور دیگری است.
پاسگاه‌های نظامی را می‌توان بر اساس اندازه و تعداد سربازانی که در آن قرار دارند، پایگاه‌های نظامی مینیاتوری نیز نامید. قدیمی‌ترین کاربرد شناخته شده پاسگاه نظامی از قرن شانزدهم است، که توسط نیروهای فرانسوی به «ایستگاه هنگام انجام وظیفه، یک موقعیت یا مکان ثابت»، گفته می‌شد و از کلمه فرانسوی poste «مکانی که کسی در آن مستقر است» گرفته شده است.